# Udasipur
Udasipur (nep. उदासीपुर) – gaun wikas samiti w zachodniej części Nepalu w strefie Seti w dystrykcie Kailali. Według nepalskiego spisu powszechnego z 2001 roku liczył on 967 gospodarstw domowych i 7877 mieszkańców (4031 kobiet i 3846 mężczyzn).